# NGC 2954
NGC 2954 (другие обозначения — UGC 5155, MCG 3-25-19, ZWG 92.26, KARA 358, PGC 27600) — эллиптическая галактика (E) в созвездии Льва. Открыта Джоном Гершелем в 1836 году.
Галактика является изолированной. Она излучает в рентгеновском диапазоне с мощностью 3,2⋅1039 эрг/с, а спектр этого излучения описывается степенным законом с {\displaystyle \Gamma =1.9}. Из этого следует, что температура газа в галактике составляет 0,54 кЭв.
Этот объект входит в число перечисленных в оригинальной редакции «Нового общего каталога».
В галактике вспыхнула сверхновая SN 1993C типа Ia. Её пиковая видимая звёздная величина составила 18.